# Accumulation par dépossession
Pour les articles homonymes, voir Accumulation.
L'accumulation par la dépossession ou accumulation par expropriation (« accumulation by dispossession ») est un phénomène de concentration des richesses entre un nombre restreint de mains, analysé par le géographe marxiste David Harvey. L'accumulation par la dépossession est un corollaire des politiques néolibérales qui dépossèdent les entités publiques et privées de leurs richesses pour les centraliser. Ces politiques ont été mises en place dans les pays occidentaux à partir des années 1970. 

## Une forme actualisée de l'accumulation primitive du capital
Harvey, en tant que penseur marxiste, situe son concept dans la généalogie de la pensée de Rosa Luxemburg et d'Hannah Arendt, en ce qu'elles ont toutes deux travaillé sur les processus d'accumulation du capital mis en lumière par Karl Marx ; Luxemburg, tout particulièrement, notait que le capitalisme ne pouvait survivre à la chute tendancielle du taux de profit et devait donc trouver des sources nouvelles d'extorsion de plus-value. Il considère l'accumulation par dépossession comme une forme actualisée de ce que Marx appelait accumulation primitive du capital. Seulement, l'accumulation primitive a lieu au début du processus ; lorsque le capitalisme n'a plus de débouchés, est en phase de stagnation et a besoin d'augmenter le taux de profit, il doit trouver des nouveaux circuits, des nouveaux débouchés, pour se relancer. Dans le monde moderne, il doit procéder à une accumulation par dépossession.
Autrement dit, le niveau d'extension géographique du capitalisme tend progressivement à épuiser les possibilités d'expansion spatiale dudit capitalisme, comme les ressources naturelles nécessaires à la production. Le capitalisme doit par conséquent mettre en place des processus d'appropriation par dépossession. Cela passe par quatre politiques économiques, qui peuvent être concomitantes : la privatisation, la financiarisation, la manipulation de crises, et la redistribution étatique,.
Pour développer sa théorie de l'accumulation par dépossession, Harvey part d'une analyse historique des circuits de production. Selon lui, lorsque le circuit primaire de production et de consommation de biens et de services se retrouve saturé, les capitalistes doivent trouver une échappatoire à leur capital. Ils investissent alors dans le circuit secondaire, à savoir les investissements à long terme dans les infrastructures de production. Cela concerne tant les usines que les équipements, les centrales de production énergétiques, les transports et voies de communication, etc. Il s'agit également de soutenir la reproduction de la force de travail, en investissant les logements, les écoles, les hôpitaux, etc. Ce nouveau circuit permet de différer dans le temps l'accumulation du capital ; son encastrement dans le sol, le capital fixe, en favorise la reproduction à long terme. C'est une première dépossession des propriétés publiques.

## Ressources ciblées par l'appropriation
David Harvey donne comme exemples l’appropriation des ressources naturelles des pays du Sud par les pays du Nord, comme décrite par la théorie des systèmes-mondes ; les grandes vagues de privatisation des biens communs qui ont suivi le consensus de Washington ; l'expansion du système financier mondial, à travers notamment le système de crédit généralisé. Les phases d'après-crise ouvrent des nouveaux cycles d'accumulation par la dépossession. 
L'accumulation par dépossession est également une cause du phénomène de la biopiraterie.
En marxiste, Harvey met en relief le rôle stratégique de l’État dans ces processus : « L’État, avec son monopole de la violence et des définitions de la légalité, joue un rôle crucial en soutenant et en promouvant ces processus ». Il est donc la cible des intérêts du capital, qui tentera d'influer sur la puissance publique pour qu'elle brade ses propriétés. Ce processus de marchandisation est présidé par la volonté d'une imposition brutale du mode de production capitaliste, c'est-à-dire à une réduction de la sphère publique et à l’insertion à marche forcée de la production dans les  échanges internationaux entre pays capitalistes ». Le capitalisme investit l’État dans le but de le contrôler et d'en faire son complice, aboutissant à un « state-finance nexus » (nœud étatico-financier).

## Résistances à la dépossession
Les luttes contre la dépossession des biens communs se développement, selon Harvey, sous différentes modalités. Il ne s'agit pas forcément de prendre le pouvoir, mais parfois, comme ce fut le cas de la révolte zapatiste des Chiapas au Mexique, qui a cherché « l’établissement de relations politiques plus inclusives ». Ces luttes qui traversent la société civile marquent une recherche d'alternatives qui permettent de satisfaire les besoins des différents groupes sociaux en leur permettant d'améliorer leur sort.
Les privatisations de terres au Brésil, par exemple, a donné lieu à des mouvements de résistances de paysans sans terre. En France, la lutte pour la dépossession des services publics a lieu depuis la vague de privatisations sous le gouvernement de Jacques Chirac.